# Стереотипы о лазах в Турции
В современной Турции, термин «лаз» применяется гораздо шире, чем просто обозначение этнической группы. Вместо этого, «лаз» может использоваться для обозначения жителей всего побережья Чёрного моря на востоке Турции. Такое расширенное представление о лазах может вводить в заблуждение, поскольку включает в себя множество разных этнических групп, обладающих своей уникальной культурой и традициями. Лазы, в этом популярном представлении, часто сталкиваются со стереотипами, которые могут включать в себя их длинные носы, особенности речи (уникальный акцент и диалект) и артикуляции. Эти стереотипы могут проявляться в форме юмора и карикатур, и порой они могут быть оскорбительными. Стереотипы, связанные с лазами, аналогичны тому, как англичане шутят над ирландцами.
В повседневных ситуациях лазы часто сталкиваются с множеством пословиц, которые воспроизводят стереотипы о лазском народе. Например, «Лазский разум — как разум гуся», «Гусь летит, а почему лаз не летит?», «У лаза разум отключается после полудня». «Среди животных глупейшее создание — гусь, среди людей — лаз» или «Лазского киселя мусульманину есть нельзя». Кроме того, большое потребление хамси ассоциируется со стереотипами о лазской культуре, и выражение «голова, как у хамси» используется в качестве популярного оскорбления. Ты Лаз? иногда произносится в значении «ты с ума сошёл/глупый?» Старая турецкая поговорка утверждает, что «лаз, который не видел моря, называется курдом» из-за расположения родины лазов на побережье Черного моря. В турецких преданиях (карагёз и орта оюну) лазы имели репутацию разбойников и пиратов. В турецкой популярной культуре существует персонаж «Лаз Темель», который часто изображается как простодушный, быстро раздражающийся, и имеющий много комических приключений.
Другие элементы в стереотипных представлениях включают связь с морем, склонность к насилию, высокую ценность чести и религиозную преданность, а также трудолюбие, которое помогло лазам занять прибыльные экономические ниши в крупных городах на западе, включая недвижимость, строительство и сферу кондитерского искусства. Отношение к религиозности лазов в источниках противоречиво. В 1834 году американский миссионер Эли Смит отмечал: «Среди фруктов худший — черешня, а среди мусульман — лаз». Среди Хемшилов бытовала поговорка: «Даже святого не впускай в свой двор, если он лаз (Lazdan evliya, sokma avluya)», что намекало на восприятие лазов как недостаточно искренних мусульман.
Стереотипы о лазских женщинах менее развиты. Основным элементом этих стереотипов кажется являться экстремальная степень подчинения. В частности, от лазских женщин ожидается нести физические бремена, даже большие, чем те, с которыми сталкиваются женщины в других частях Анатолии.
В Турции также исторически распространены этнические физические стереотипы, согласно которым у лазов «светлые волосы и голубые или зеленые глаза».